# Чемпионат мира по бегу по шоссе среди женщин 1989
Чемпионат мира по бегу по шоссе среди женщин 1989 года прошёл 24 сентября в Рио-де-Жанейро (Бразилия). На старт вышли 63 спортсменки из 18 стран мира. Были разыграны два комплекта медалей — на дистанции 15 км в личном и командном зачёте.

## Итоги соревнований
Соревнования прошли в жаркую погоду и при высокой влажности воздуха. Каждая страна могла выставить до четырёх спортсменок. Сильнейшие сборные в командном первенстве определялись по сумме мест трёх лучших участниц.
Со старта вперёд вырвались две китайские бегуньи Ван Сютин и Чжун Хуаньди. Они поочерёдно лидировали, поддерживая высокий темп и не давая соперницам приблизиться к ним. Наиболее опасной из преследователей была трёхкратная чемпионка мира из Португалии Аурора Кунья. Однако накопившаяся усталость после недавно прошедших стартов (чемпионат проходил в сентябре, сразу после летнего сезона) и погодные условия не позволили ей приблизиться к спортсменкам из Поднебесной. Первой финишный створ пересекла Ван Сютин (серебряная медалистка предыдущего мирового первенства), через 10 секунд дистанцию закончила Чжун Хуаньди. Аурора Кунья стала бронзовым призёром.
В командном зачёте первую победу в истории одержал Китай, оказавшийся на пять очков лучше Португалии.

## Призёры
Курсивом выделены участницы, чей результат не пошёл в зачёт команды
| Дисциплина      | Золото                                                       | Золото   | Серебро                                                         | Серебро  | Бронза                                                                               | Бронза  |
| --------------- | ------------------------------------------------------------ | -------- | --------------------------------------------------------------- | -------- | ------------------------------------------------------------------------------------ | ------- |
| 15 км           | Ван Сютин Китай                                              | 49.34    | Чжун Хуаньди Китай                                              | 49.44    | Аурора Кунья Португалия                                                              | 50.06   |
| 15 км (команды) | Китай · Ван Сютин · Чжун Хуаньди · Ван Хуаби · Хуан Цюнхуань | 10 очков | Португалия · Аурора Кунья · Альбертина Машаду · Альбертина Диаш | 15 очков | СССР · Екатерина Храменкова · Надежда Степанова · Ирина Ягодина · Елена Толстогузова | 24 очка |